# Руис, Хосе
Хосе́ Руи́с (исп. José Ruiz; 2 мая 1904, Мехико — дата смерти неизвестна, Мексика) — мексиканский футболист, нападающий, участник чемпионата мира 1930 года.

## Биография
Хосе Руис выступал за клуб «Некакса». Принимал участие в первом чемпионате мира по футболу, проходившем в Уругвае. Сыграл на турнире два матча: стартовый поединок против французов и следующую игру против сборной Чили.
| Матчи и голы Хосе Руиса за сборную Мексики | Матчи и голы Хосе Руиса за сборную Мексики | Матчи и голы Хосе Руиса за сборную Мексики | Матчи и голы Хосе Руиса за сборную Мексики | Матчи и голы Хосе Руиса за сборную Мексики | Матчи и голы Хосе Руиса за сборную Мексики | Матчи и голы Хосе Руиса за сборную Мексики |
| ------------------------------------------ | ------------------------------------------ | ------------------------------------------ | ------------------------------------------ | ------------------------------------------ | ------------------------------------------ | ------------------------------------------ |
| №                                          | Дата                                       | Место проведения                           | Соперник                                   | Счёт                                       | Голы                                       | Турнир                                     |
| 1                                          | 13 июля 1930                               | Монтевидео, Уругвай                        | Франция                                    | 1:4                                        | -                                          | Чемпионат мира 1930                        |
| 2                                          | 16 июля 1930                               | Монтевидео, Уругвай                        | Чили                                       | 0:3                                        | -                                          | Чемпионат мира 1930                        |

Итого: 2 матча / 0 голов; 0 побед, 0 ничьих, 2 поражения.